# Feuerwehr in Norwegen

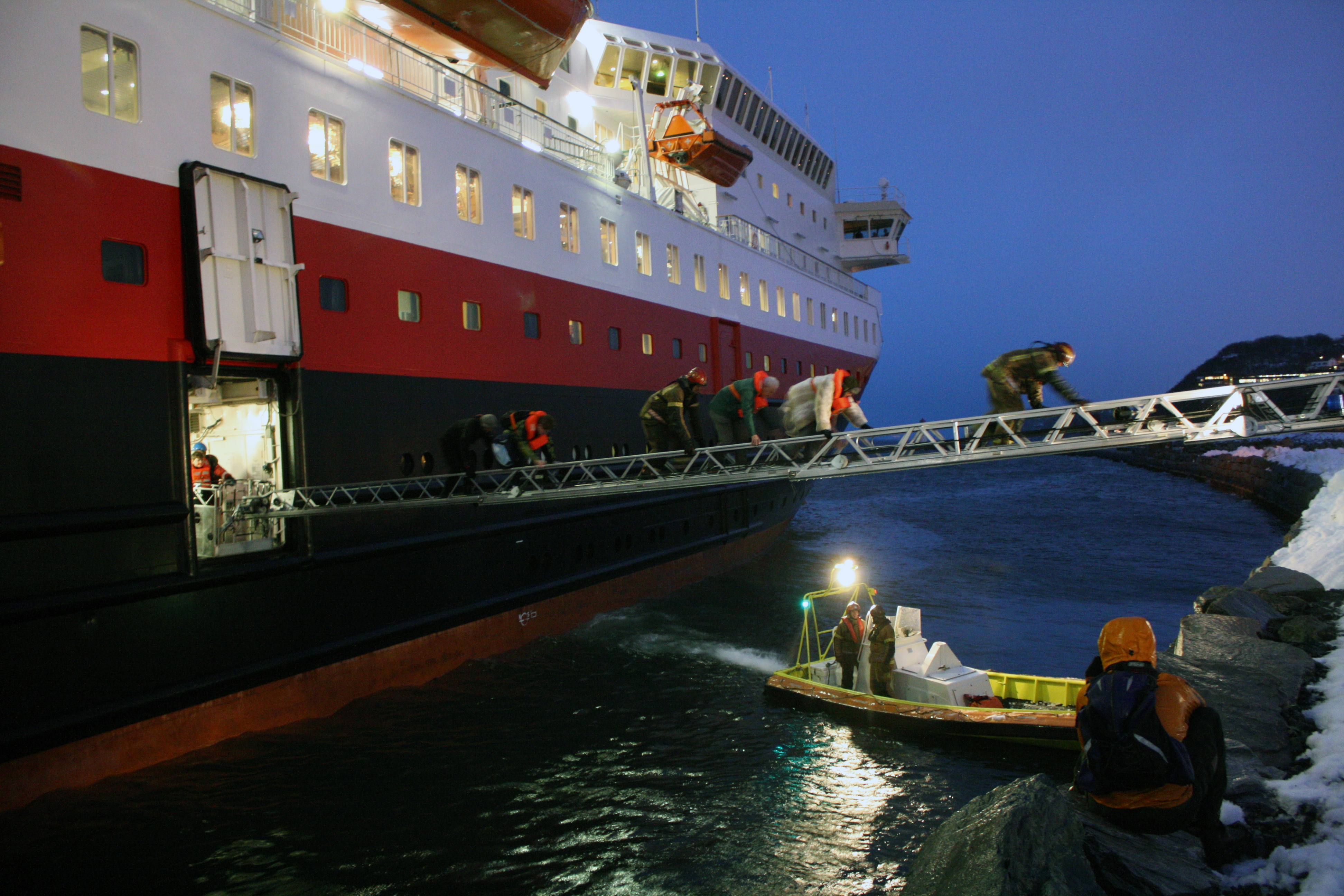
Evakuierung eines Schiffes in Trondheim 2009

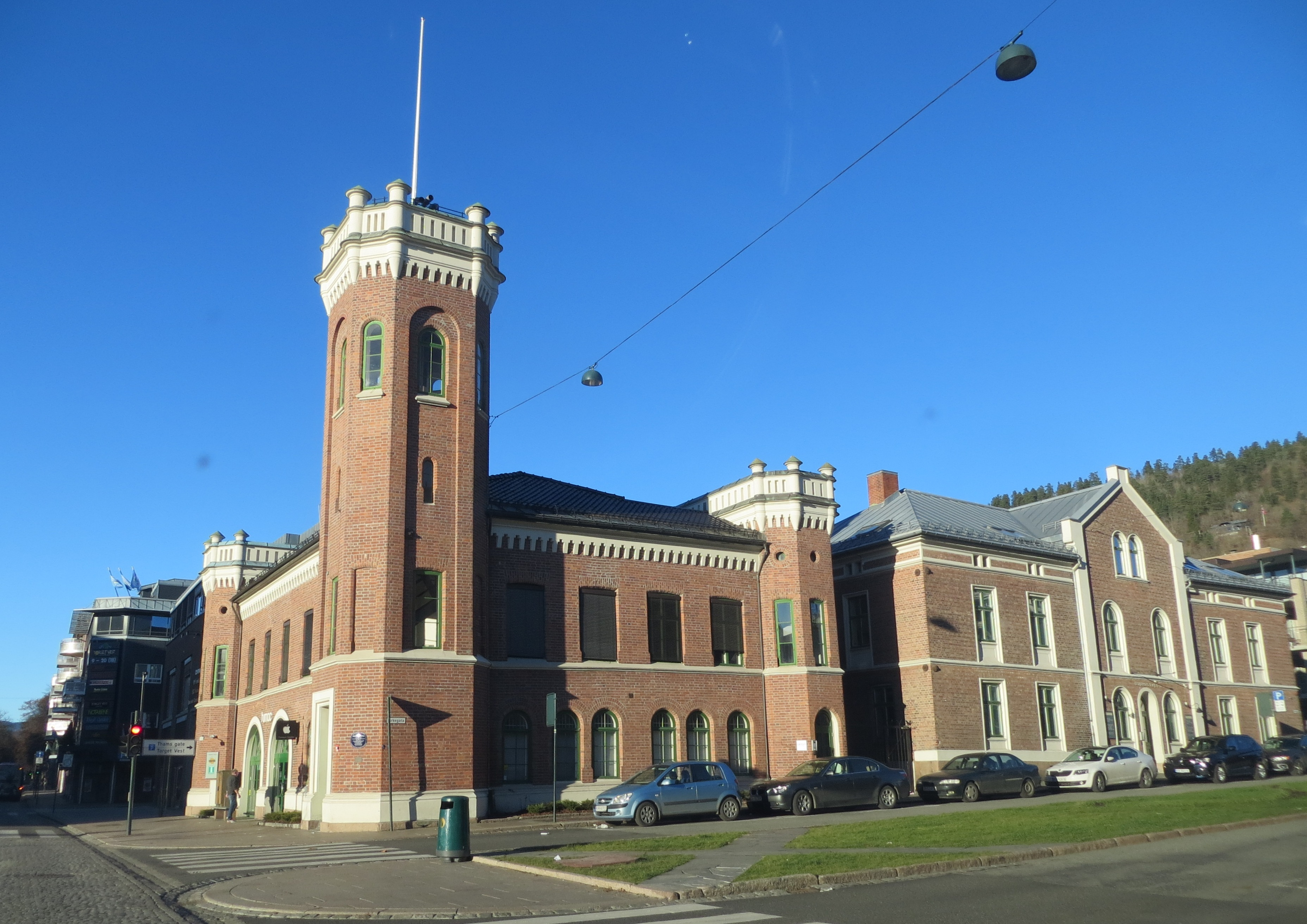
Feuerwache in Drammen

Die Feuerwehr in Norwegen besteht aus rund 3700 Berufsfeuerwehrleuten und 8200 Feuerwehrleuten auf Teilzeitbasis. Freiwillige Feuerwehrleute gibt es in Norwegen nicht.

## Allgemeines
In Norwegen bestehen 597 Feuerwachen und Feuerwehrhäuser, in denen 963 Löschfahrzeuge und 70 Drehleitern bzw. Teleskopmasten für Feuerwehreinsätze bereitstehen. Insgesamt sind 11.870 Personen, davon 3.718 Berufsfeuerwehrleute und 8.152 Teilzeit-Feuerwehrleute, im Feuerwehrwesen tätig. Der Frauenanteil beträgt zwei Prozent.
Die Aus- und Weiterbildung erfolgt durch die Brann- og redningsskolen in Tjeldsund.

## Nationale Feuerwehrorganisation
Die norwegische Feuerwehrorganisation Norsk brannvernforening (FFO) repräsentiert die norwegischen Feuerwehren mit ihren nahezu 12.000 Feuerwehrangehörigen im Weltfeuerwehrverband CTIF (Comité technique international de prévention et d’extinction du feu). Darüber hinaus bestehen Verbindungen insbesondere zu europäischen Feuerwehrverbänden, wie dem Deutschen Feuerwehrverband. Sie ist eine norwegische gemeinnützige Stiftung, die im Jahr 1923 gegründet wurde. Sie gibt die Fachzeitschrift Brann & Sikkerhet heraus. Der Hauptsitz befindet sich in Oslo.